# Milla Meets Moses
Milla Meets Moses (Originaltitel Babyteeth) ist ein australischer Spielfilm von Shannon Murphy aus dem Jahr 2019 mit Eliza Scanlen, Toby Wallace, Essie Davis und Ben Mendelsohn. Die Premiere erfolgte am 4. September 2019 im Rahmen der 76. Filmfestspiele von Venedig, wo der Film in den Wettbewerb um den Goldenen Löwen eingeladen war. Das Drehbuch basiert auf dem gleichnamigen Theaterstück von Rita Kalnejais, das 2012 am Belvoir St Theatre in Sydney uraufgeführt wurde.

## Handlung
Der Psychiater Henry und seine Frau Anna sind die Eltern der krebskranken Milla. Zunächst will die rebellierende Teenagerin eigentlich nur ihre gutbürgerlichen Eltern schocken, als sie den drogensüchtigen Moses, den sie am Bahnhof kennengelernt hatte, zum Abendessen mit nach Hause bringt. Allerdings verliebt sie sich in den deutlich älteren Schulabbrecher.
Als Psychiater verschreibt Millas Vater auch Psychopharmaka, unter anderem auch der eigenen Ehefrau. Als Moses mehrfach in ihr Haus einbricht, um Medikamente von Millas Vater zu stehlen, reagieren Henry und seine Frau erstaunlich gelassen. Schließlich bietet Henry Moses sogar an, bei ihnen zu wohnen und ihn mit Stoff zu versorgen, solange er sich um seine Tochter kümmert.

## Produktion
Produziert wurde der Film von Whitefalk Films. Für das Szenenbild zeichnete Sherree Philips verantwortlich, für das Kostümbild Amelia Gebler und für den Ton Angus Robertson. Die Premiere erfolgte bei den 76. Filmfestspielen von Venedig, wo der Film im Wettbewerb um den Goldenen Löwen konkurrierte. In Deutschland wurde der Film auf dem Filmfest Hamburg 2019 gezeigt. Ab 6. Oktober 2019 wurde der Film beim London Film Festival gezeigt.
Für Regisseurin Shannon Murphy, die zuvor Kurzfilme und Fernsehserien inszeniert hatte, war dies das Spielfilmdebüt. Titelgebend ist der Milchzahn, den Milla trotz ihres Alters noch im Mund hat und den sie an einem zentralen Moment des Films als Zeichen ihres Erwachsenwerdens verliert.
Der Kinostart in Deutschland war am 8. Oktober 2020. Auf Arte wurde der Film am 19. Juli 2023 erstmals ausgestrahlt.

## Rezeption
Alexandra Seibel befand in der Tageszeitung Kurier, dass Shannon Murphy ihr tristes Drama im heiteren Tonfall der Tragikomödie erzähle. Besonders im ersten Teil ihrer Geschichte böte sich eine frische, witzige Sicht auf ein australisches Vorstadtmilieu, skurrile Musiklehrer und schwangere Nachbarinnen mit der Zigarette in der Hand böten lebhafte Einblicke in suburbane Befindlichkeiten. „Irgendwann beginnt die Last der Krebskrankheit schwer zu drücken, aber so richtig arg soll es auch nicht werden; da bleibt Shannon Murphy lieber Mainstream-kompatibel im Weichzeichner der Gefühle.“
Jenny Jecke von Moviepilot sah zunächst Parallelen zu Das Schicksal ist ein mieser Verräter und Drei Schritte zu Dir, schrieb aber: „Spätestens wenn wir den Drogendealer Moses sehen, steht fest, dass eine Abwechslung von den handelsüblichen Krebs-Romanze sich anbandelt.“ Der Film trumpfe mit Humor und Nuancen auf, auch wenn das Finale übers Ziel hinausschieße.
Christoph Petersen beschrieb den Film auf Filmstarts als „berührende Coming-of-Age-Geschichte“. In Anbetracht der schwarzhumorigen Einführung der Familie und der mild-ironischen Kapiteltitel wirke der Film zunächst wie ein weiterer Klon von American Beauty. Murphy begäbe sich gemeinsam mit ihrem herausragenden Cast auf die Suche nach dem Zärtlichen und Schönen gerade im Dysfunktionalen. So gelänge ihr ein zu Herzen gehendes Coming-Of-Age-Drama mit der womöglich besten Performance als Vater, der für seine todkranke Tochter alles zu tun bereit sei.

## Auszeichnungen und Nominierungen
AACTA Awards 2020
- Auszeichnung als Bester Film
- Auszeichnung für die Beste Regie (Shannon Murphy)
- Auszeichnung für das Beste Drehbuch (Rita Kalnejais)
- Auszeichnung als Bester Hauptdarsteller (Toby Wallace)
- Auszeichnung als Beste Hauptdarstellerin (Eliza Scanlen)
- Auszeichnung als Bester Nebendarsteller (Ben Mendelsohn)
- Auszeichnung als Beste Nebendarstellerin (Essie Davis)[14]

AACTA International Awards 2021
- Nominierung als Beste Hauptdarstellerin (Eliza Scanlen)
- Nominierung als Bester Nebendarsteller (Ben Mendelsohn)[15]

British Academy Film Awards 2021
- Nominierung in der Kategorie Beste Regie (Shannon Murphy)[16]

British Independent Film Awards 2020
- Nominierung als Best International Independent Film[17]

Chlotrudis Awards 2021
- Nominierung in der Kategorie Beste Hauptdarstellerin (Eliza Scanlen)[18]
- Nominierung in der Kategorie Bester Nebendarsteller (Ben Mendelsohn)[18]

Filmfest Hamburg 2019
- Nominierung für den NDR Nachwuchspreis[19]

Guild of Music Supervisors Awards 2021
- Nominierung für die Beste Music Supervision in einem Film mit einem Budget unter 5 Millionen US-Dollar (Jessica Moore)[20]

Internationale Filmfestspiele von Venedig 2019
- Nominierung für den Goldenen Löwen (Shannon Murphy)
- Auszeichnung mit dem SIGNIS-Award (Shannon Murphy)[21]
- Auszeichnung mit dem Spezialpreis des Soundtrack Stars Awards[22]
- Auszeichnung mit dem Fanheart3 Award / Nave d’Argento for Best OTP (Milla/Moses)[23]
- Auszeichnung mit dem Adele and Christopher Smithers Award[23]
- Auszeichnung mit dem Marcello-Mastroianni-Preis (Toby Wallace)[24]

London Critics’ Circle Film Awards 2021
- Nominierung als Beste Nebendarstellerin (Essie Davis)
- Nominierung als Bester Nebendarsteller (Ben Mendelsohn)[25]

Transilvania International Film Festival 2020
- Auszeichnung mit der Transilvania Trophy[26]
- Auszeichnung mit dem Audience Award

Guldbagge 2021
- Nominierung in der Kategorie Bester ausländischer Film (Shannon Murphy)[27]